# Acanthascus nodulosus
Acanthascus nodulosus är en svampdjursart som beskrevs av Schulze 1899. Acanthascus nodulosus ingår i släktet Acanthascus och familjen Rossellidae. Inga underarter finns listade i Catalogue of Life.